# پوزه‌بیلچه‌ای
پوزه‌بیلچه‌ای (نام علمی: Scaphirhynchus) نام یک سرده از تیره ماهیان خاویاری است.